# Kloster Khoranashat

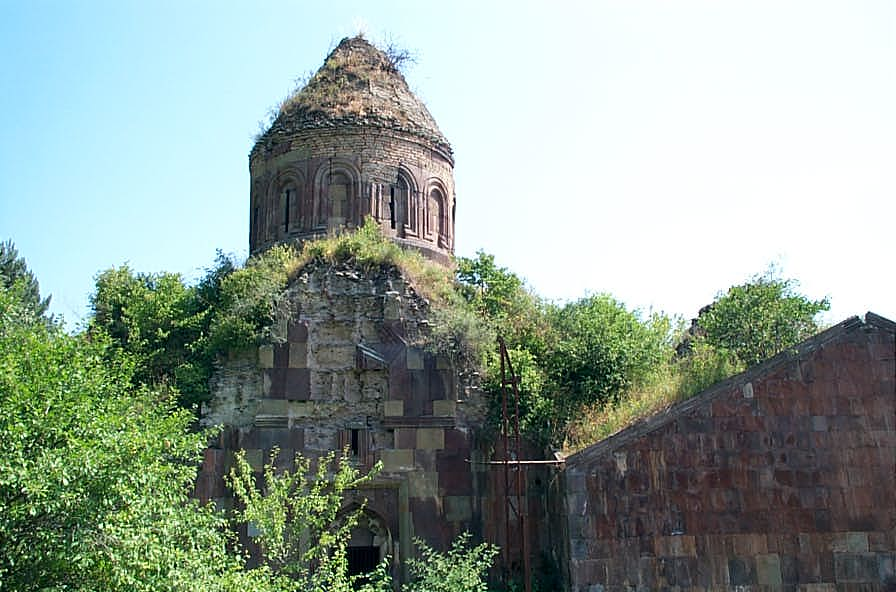
Kloster Khoranashat

Das Kloster Khoranashat (armenisch Խորանաշատ Choranaschat) ist ein ehemaliges Kloster der Armenischen Apostolischen Kirche. Es liegt nordöstlich des Dorfes Chinari in der Provinz Tawusch im Nordosten von Armenien. Das Kloster gilt als eines der wichtigsten wissenschaftlichen, kulturellen und religiösen Zentren des mittelalterlichen Armeniens. Berühmte Gelehrte wie der Historiker Grigor Aknertsi sowie die Philosophen Vardan Areveltsi und Katholikos Grigor Akhtamartsi unterrichteten dort. Auch für die dort entstanden Handschriften war das Kloster bekannt. Von diesen blieben einige erhalten. Sie werden heute im Mesrop-Maschtoz-Institut für alte Manuskripte in der Hauptstadt Jerewan aufbewahrt. Heute ist es eine Ruine. Der Zugang ist aufgrund der Nähe zur aserbaidschanischen Grenze verboten. Einmal jährlich ist das Kloster am 2. Mai geöffnet. An diesem Tag versammeln sich die Bewohner der benachbarten Dörfer in der Kirche, um an der in einem Gottesdienst der Verstorbenen zu gedenken.

## Geschichte
Der 1181 in Albania geborene Geistliche und Historiker Vanakan Vardapet gründete das Kloster in der ersten Hälfte des 13. Jahrhunderts nach einer Stiftung der adeligen Familie Vahramyan. Die Hauptkirche (die Muttergotteskirche) wurde von 1211 bis 1222 erbaut. In den 1230er Jahren plünderten Mongolen das Kloster. Vanakans (der dort auch begraben wurde) Tod im Jahre 1251 läutete den Niedergang des Klosters ein. Heute ist es eine baufällige Ruine.

## Baubeschreibung
Der Klosterkomplex umfasst die Kirchen Surb Astvatsatsin (Muttergotteskirche) und Surb Kiraki (Heiliger Sonntag), Kapellen, Mönchszellen und zwei Friedhöfe. Das Kloster war von Festungsmauern umgeben. Die Muttergotteskirche wurde in den Jahren 1211 bis 1222. In seiner Bauweise unterscheidet sich die Kreuzkuppelkirche von Kirchen aus der gleichen Zeit. So ist die Altarapsis sehr breit, halbkreisförmig ausgeführt und in zwölf Nischen unterteilt. Auf beiden Seiten des Altars gibt es jeweils eine zweistöckige Seitenkapelle. Westlich ist der Muttergotteskirche ein 1222 bis 1240 errichteter Gavit vorgebaut. Er ist an seiner Ostseite wie die Altarapsis der Hauptkirche mit zwölf Nischen verziert, von denen eine als Eingang dient. Das Dach der Vorhalle wird von 3 Bogenpaaren getragen, die sich im Mittelteil schneiden und einen sechsstrahligen Stern bilden.
Die kleiner Kirche Surb Kiraki (Heiliger Sonntag) wurde ebenfalls im 13. Jahrhundert im südlichen Bereich des Klosters errichtet. Im östlichen Bereich des Klosters blieben die Ruinen einer Kapelle sowie ein mittelalterlicher Friedhof erhalten. Auf ihm befindet sich ein Chatschkar, bei dem es sich angeblich um den Grabstein von Vanakan Vardapet (dem Gründer des Klosters) handelt und eine Reihe anderer Grabsteine.